# Harry Watt
Harry Watt (* 18. Oktober 1906 in Edinburgh, Schottland, Vereinigtes Königreich; † 2. April 1987 in Amersham, England) war ein britischer Regisseur beim Dokumentar- und Spielfilm.

## Leben
Watt hatte an der Universität seiner Heimatstadt Edinburgh studiert. Nach seinem Abschluss 1929 ging er nach Neufundland (Kanada) und jobbte dort als Minenarbeiter, Kellner und Ballonverkäufer. Wieder in Großbritannien, versuchte er sich weiterhin in verschiedenen Tätigkeiten, u. a. als Vorführer in einem Londoner Warenhaus. 1931 schloss sich Watt John Griersons Film-Produktionsgruppe Empire Marketing Board (EMB) an, die später im General Post Office (GPO) aufgehen sollte. 
Anfänglich als einfacher Angestellter beschäftigt, assistierte Watt ab 1931 auch dem berühmten Dokumentarfilmer Robert J. Flaherty bei dessen Inszenierung Die Männer von Aran. Zusammen mit Basil Wright konnte Watt 1936 seine erste eigene Arbeit vorlegen, in der Frühphase des Zweiten Weltkriegs (1939/40) kooperierte er bei zwei Filmen auch mit dem nicht minder renommierten Kollegen Humphrey Jennings. Bis er 1942 zum Unterhaltungsfilm wechselte, diente Watt der GPO überdies als Produktionsleiter (1939–42). 
Sein Spielfilm-Debüt legte Harry Watt zum Jahresbeginn 1943 mit dem im nordafrikanischen Wüstensand spielenden, 68 Minuten kurzen Kriegsfilm Nine Men vor. Watt, der 1944 nach Australien übersiedelte, legte dort mit Das große Treiben und Goldgräber die beiden aufwendigsten Arbeiten seiner gesamten Karriere vor, die ihn als talentierten Erzähler von Abenteuergeschichten auswiesen. Der erste Großfilm schilderte eine Episode aus der Zeit des Pazifikkriegs, als im Australien des Jahres 1942 eine japanische Invasion befürchtet wurde: dem berühmten 1600 Meilen-Viehtrek quer durch das australische Outback. Das große Treiben wurde damit der erste Film des fünften Kontinents, der auch im Rest der Welt zur Kenntnis genommen wurde, und wurde überdies ein Kassenerfolg. Daraufhin inszenierte Harry Watt mit Goldgräber einen weiteren spannenden Abenteuerstoff, der jedoch längst nicht mehr die Resonanz wie der Vorgängerfilm hervorrufen sollte. Für die Dreharbeiten zu dem Nationalpark- und Elfenbeinräuber-Drama Schwarzes Elfenbein – Großbritanniens größter Kassenerfolg der Spielzeit 1952 – reiste Watt nach Afrika und blieb auch für die nächste abenteuerliche Geschichte, den thematisch nicht unähnlichen Streifen Westlich Sansibar auf dem Schwarzen Kontinent. Beide Filme bestachen vor allem durch ihre Naturaufnahmen. 
1955 kehrte Watt nach England heim und wirkte ein Jahr lang (1955/56) als Produzent für Granada TV. 1958 inszenierte er im Auftrag der Vereinten Nationen auf 16 mm die 50-minütige Dokumentation People Like Maria. Noch im selben Jahr kehrte er nach Australien zurück, um den Thriller Zur Hölle mit Sidney zu drehen, eine Geschichte mit vier ausgebrochenen Sträflingen, die den Hafen der australischen Metropole Sydney in die Luft jagen wollen im Mittelpunkt des Geschehens. Watts letzte Inszenierung für den Kinofilm sollte 1961 der Jugendfilm Der Junge, der Pferde liebte werden, die Geschichte um eine Freundschaft zwischen einem Jungen und seine Freundschaft zu einem Lipizzaner-Hengst.

## Filmografie
bis 1942 kurze und mittellange Dokumentarfilme, danach Spielfilme
- 1936: Night Mail (Co-Regie)
- 1936: 6:30 Collection
- 1936: Big Money (Co-Regie)
- 1937: The Savings of Bill Blewitt
- 1938: North Sea
- 1938: Health in Industry
- 1939: The First Days (Co-Regie)
- 1939: Squadron 992
- 1940: London Can Take It! (Co-Regie)
- 1940: The Front Line
- 1940: Britain at Bay
- 1941: Target for Tonight (auch Drehbuch)
- 1941: Christmas Under Fire
- 1942: Dover Revisited
- 1942: 21 Miles
- 1943: Nine Men (auch Drehbuch)
- 1944: Fiddlers Three
- 1946: Das große Treiben (The Overlanders) (auch Drehbuch)
- 1948: Goldgräber (Eureka Stockade) (auch Drehbuch)
- 1951: Schwarzes Elfenbein (Where No Vultures Fly)
- 1953: Westlich Sansibar (West of Zanzibar)
- 1958: People Like Maria (Dokumentarfilm für die UNO)
- 1959: Zur Hölle mit Sidney (The Siege of Pinchgut) (auch Co-Drehbuch)
- 1961: Der Junge, der Pferde liebte (Den hvide hingst)